# Paulette del Baye
Paulette del Baye (1877 – 23 de maio de 1945), nascida Catalina Francisca Paulina Batalla, foi uma atriz, cantora, dançarina e performer de vaudeville francesa de Cuba.

## Carreira
Paulette del Baye atuou como "La commère au bois" na revista do Moulin Rouge em 1904. "Paulette del Baye est une comédienne fine, une chanteuse spirituelle, une danseuse exquise, qui fait de véritables tours de force d'art en souriant", disse um relatório sobre a revista. Ela criou o papel de "Zézé" em Vous n'avez rien a declarer? (1906) no Théâtre des Nouveautés, e também apareceu em Les plaques de l'Année (1906) em Paris. Em Londres, ela foi vista em More (1916),  Arlette (1917),  e The Passing Show of 1918 (1918).  Em 1917, uma ópera cômica foi baseada em sua vida, e chamou Paulette del Baye.
Os créditos cinematográficos de Paulette del Baye incluem quatro filmes mudos de 1921: Greatheart, Frailty, The Fruitful Vine e The Woman with the Fan ; ela também apareceu na aventura de Sherlock Holmes, The Man with the Twisted Lip.

## Outras atividades
Em 1909, ela foi uma das "belas atrizes" implicada em um complô para restaurar a monarquia francesa, "mas nestes dias de automóveis e iates rápidos", explicou um relatório, "é extremamente difícil seguir o exemplo dos jovens e a encantadora Mlle. del Baye".

## Vida pessoal
Paulette del Baye detinha o título de Comtesse de Brioude.